# Campionato Amazonense 2022
Il Campionato Amazonense 2022 è stata la 106ª edizione della massima serie del Campionato Pernambucano. Il torneo è iniziato il 26 gennaio 2022 e si è concluso il 2 aprile successivo..

## Stagione

### Novità
Al termine della stagione 2021, non c'è stata alcuna retrocessione in Segunda Divisão. Sono stati promossi, invece, Manauara e Operário-AM.

### Formato
Le dodici squadre si affrontano dapprima in una prima fase, consistente in un girone unico da dodici squadre. Le prime otto classificate di tale girone, accederanno alla seconda fase che decreterà la vincitrice del campionato. 
La formazione vincitrice e la seconda classificata, potranno partecipare alla Série D 2023, alla Coppa del Brasile 2023 e alla Copa Verde 2023. Nel caso le prime due classificate siano già qualificate alla Série D, l'accesso alla quarta serie andrà a scalare.

## Risultati

### Prima fase
|  | Pos. | Squadra              | Pt | G  | V | N | P | GF | GS | DR  |
|  | ---- | -------------------- | -- | -- | - | - | - | -- | -- | --- |
|  | 1.   | Princesa do Solimões | 25 | 11 | 7 | 4 | 0 | 27 | 5  | +22 |
|  | 2.   | Nacional-AM          | 23 | 11 | 7 | 2 | 2 | 21 | 5  | +16 |
|  | 3.   | Manaus               | 22 | 11 | 6 | 4 | 1 | 27 | 9  | +18 |
|  | 4.   | Fast Clube           | 20 | 11 | 5 | 5 | 1 | 18 | 7  | +11 |
|  | 5.   | Amazonas             | 18 | 11 | 5 | 3 | 3 | 17 | 8  | +9  |
|  | 6.   | Manauara             | 18 | 11 | 5 | 3 | 3 | 15 | 11 | +4  |
|  | 7.   | Iranduba             | 17 | 11 | 4 | 5 | 2 | 15 | 9  | +6  |
|  | 8.   | Operário-AM          | 14 | 11 | 3 | 5 | 3 | 10 | 11 | -1  |
|  | 9.   | São Raimundo-AM      | 10 | 11 | 3 | 1 | 7 | 23 | 16 | +7  |
|  | 10.  | Clipper              | 7  | 11 | 2 | 1 | 8 | 13 | 43 | -30 |
|  | 11.  | Penarol-AM           | 5  | 11 | 1 | 2 | 8 | 5  | 27 | -22 |
|  | 12.  | JC                   | 2  | 11 | 0 | 2 | 9 | 4  | 44 | -40 |

Legenda:
      Ammessa alla seconda fase.
      Retrocesse in Segunda Divisão 2023
Note:
Tre punti a vittoria, uno a pareggio, zero a sconfitta.

### Seconda fase
|  | Quarti di finale | Quarti di finale     | Quarti di finale | Quarti di finale | Quarti di finale |  |  | Semifinali | Semifinali           | Semifinali | Semifinali           | Semifinali |   |   | Finale | Finale | Finale | Finale | Finale |  |
|  |                  |                      |                  |                  |                  |  |  |            |                      |            |                      |            |   |   |        |        |        |        |        |  |
|  | 6                | Manauara             | 1                | 1                | 2                |  |  |            |                      |            |                      |            |   |   |        |        |        |        |        |  |
|  | 3                | Manaus               | 1                | 1                | 2                |  |  | 3          | Manaus               | 1          | 2                    | 3          |   |   |        |        |        |        |        |  |
|  | 7                | Iranduba             | 1                | 0                | 1                |  |  | 2          | Nacional-AM          | 0          | 2                    | 2          |   |   |        |        |        |        |        |  |
|  | 2                | Nacional-AM          | 2                | 2                | 4                |  |  |            |                      |            |                      |            |   |   | 3      | Manaus | 2      | 2      | 4      |  |
|  | 5                | Amazonas             | 1                | 0                | 1                |  |  |            |                      | 1          | Princesa do Solimões | 1          | 1 | 2 |        |        |        |        |        |  |
|  | 4                | Fast Clube           | 0                | 2                | 2                |  |  | 4          | Fast Clube           | 2          | 0                    | 2          |   |   |        |        |        |        |        |  |
|  | 8                | Operário-AM          | 1                | 1                | 2                |  |  | 1          | Princesa do Solimões | 1          | 2                    | 3          |   |   |        |        |        |        |        |  |
|  | 1                | Princesa do Solimões | 1                | 1                | 2                |  |  |            |                      |            |                      |            |   |   |        |        |        |        |        |  |